# Blažnov
Blažnov (německy Blasnow) je malá vesnice, část obce Křešín v okrese Pelhřimov. Nachází se asi 1 km na jihovýchod od Křešína. V roce 2011 zde bylo evidováno 17 adres a 6 stálých obyvatel.  Severně od osady protéká Martinický potok, který je levostranným přítokem řeky Želivky.
Blažnov leží v katastrálním území Křešín u Pacova o výměře 8,87 km².

## Název
Název se vyvíjel od varianty Blaznow (1355), v Blažnowie (1543), v Blaznowie (1552), Blaznow (1578), Blasnow (1654), Blaznow, Blazniow (1787), Blažnow (1848) až k podobě Bláznov v roce 1854. Místní jméno znamenalo Blažnův (dvůr), varianta Bláznov měla posměsný charakter.

## Galerie

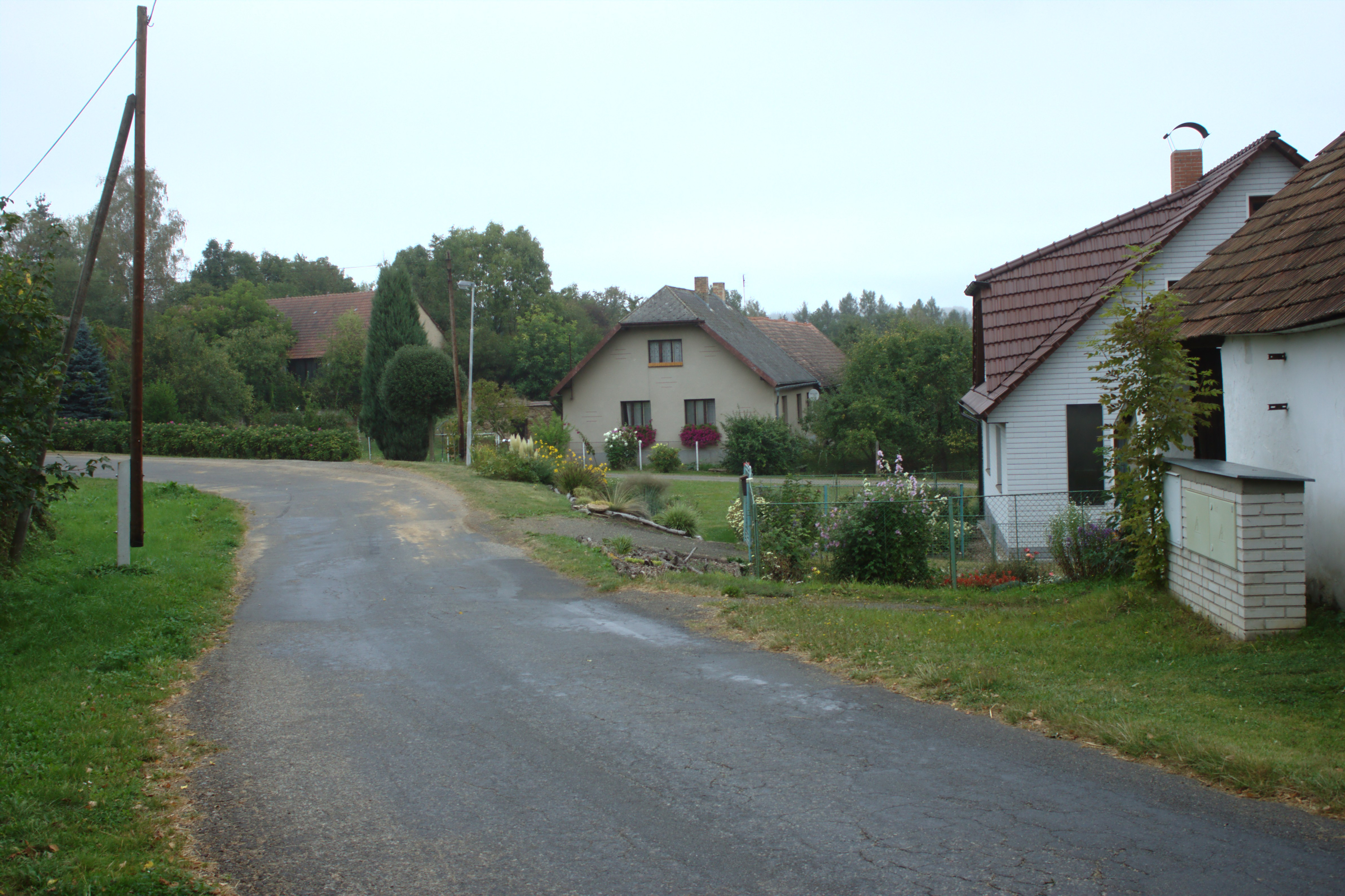
Silnice
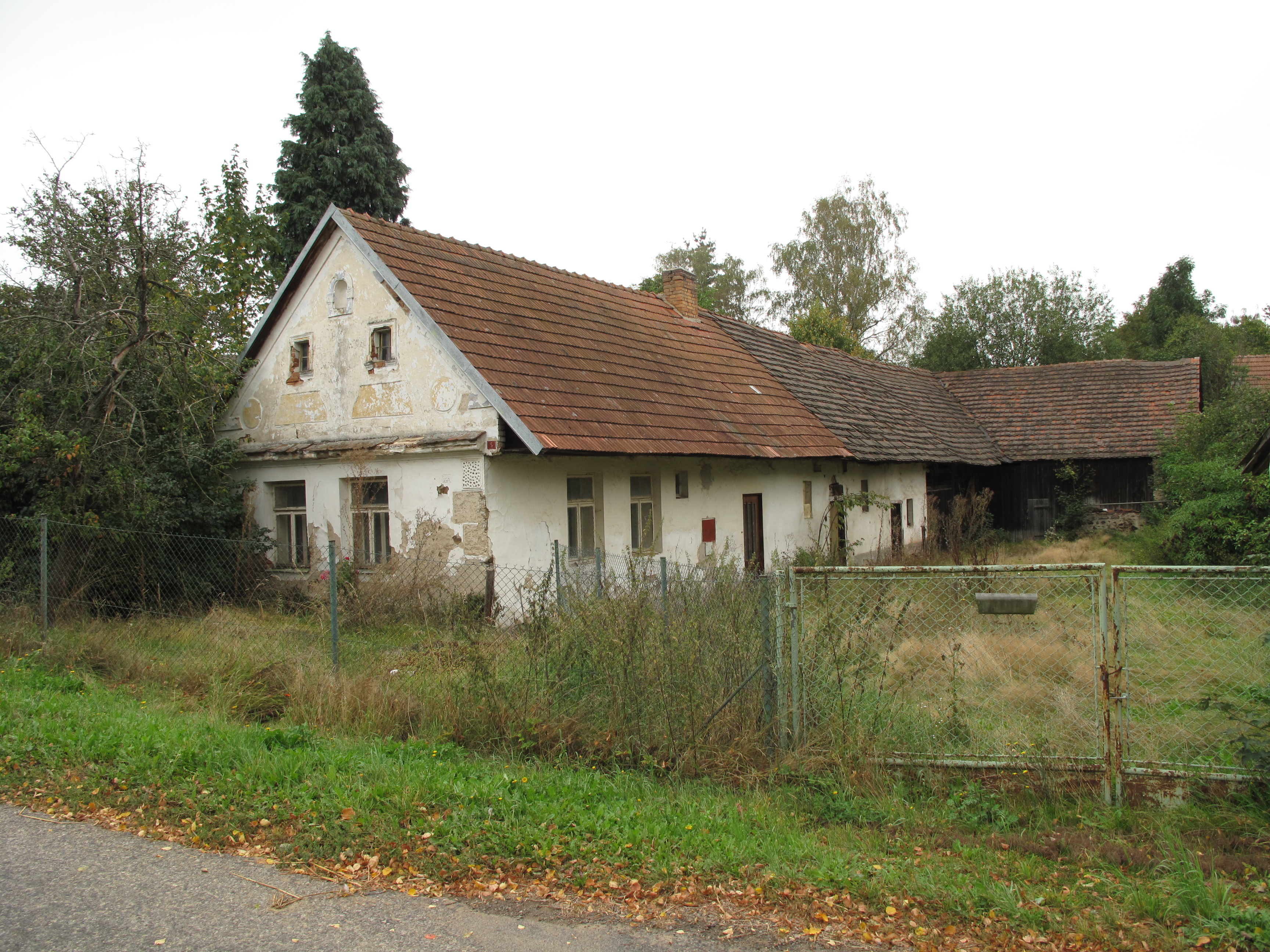
Chalupa
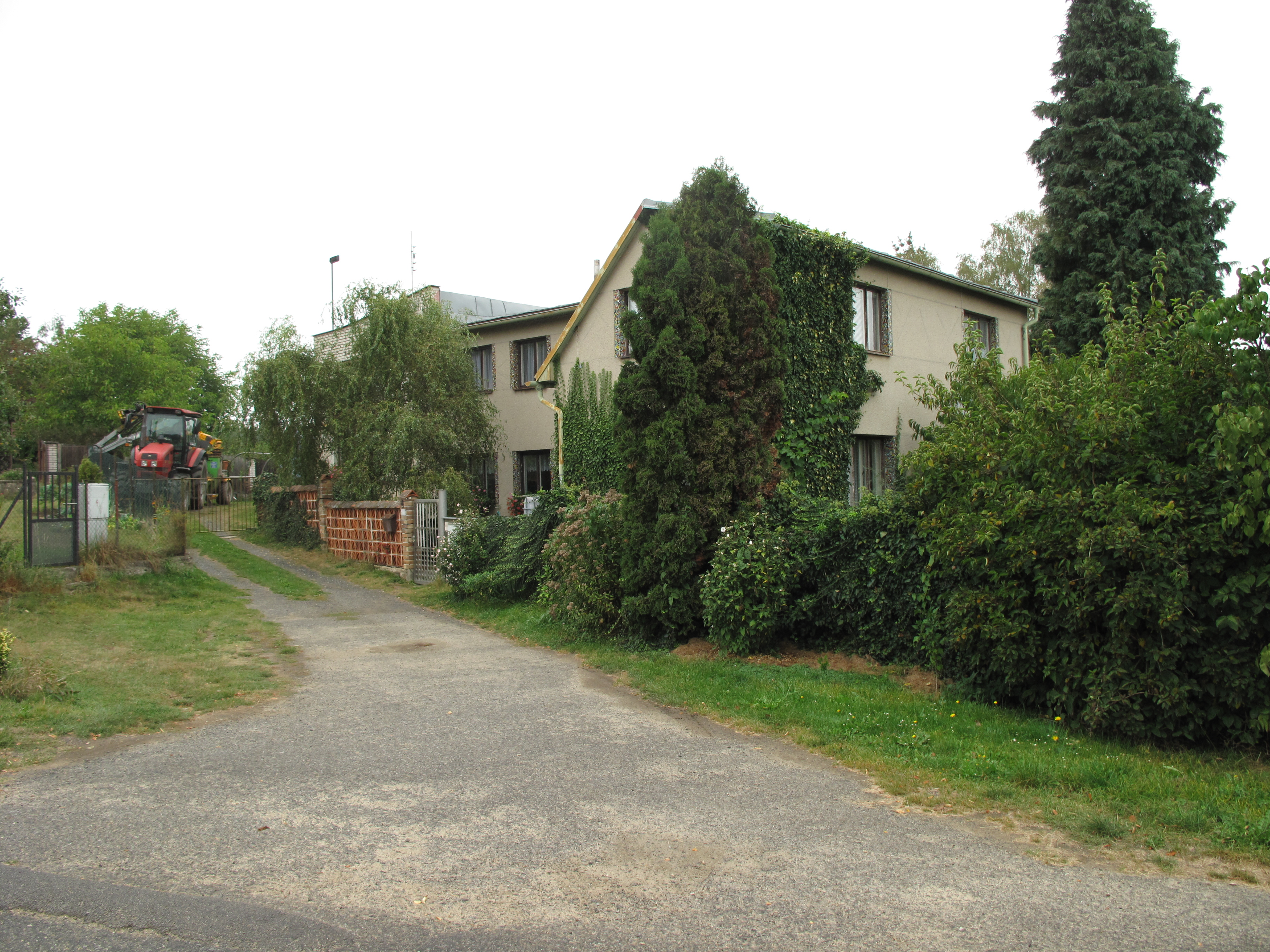
Dům